# Тёпловка (усадьба)
Усадьба Бестужевых — бывшее имение дворян Бестужевых, которое находится на территории села Тёпловка Николаевского района Ульяновской области. С 1999 года — памятник градостроительства и архитектуры.

## История
В 1800 году дворянином А. П. Бестужевым было основано село Тёпловка (в прошлом — Тёплый Стан), на территории которого построена помещичья усадьба, включающая в себя большой двухэтажный дом и два симметрично расположенных флигеля, расположенных в 20 метрах от большого дома. Главный фасад усадебного дома был обращён к центральной дороге села, а дворовый фасад был обращён к трём старинным прудам на реке Сызранка. Впоследствии усадьба принадлежала разным владельцам.
В 1863 году на территории усадьбы была построена деревянная церковь с престолом во имя Марии Магдалины.
В начале XX века хозяином усадьбы стал Михаил Михайлович Бестужев, получивший его в качестве приданого за женой. В результате перестройки старого дома получился дворец — флигели были объединены с домом дополнительными постройками в одно большое здание, был построен обширный балкон на столбах, дом стал двухэтажным, с колоннадой, огромной верандой и дубовой лестницей в три пролёта. Полы были паркетные, уборные кафельные. Во дворе располагался большой бассейн с фонтаном.
В конце XIX — начале XX вв. в усадьбе были построены также винокуренный завод и суконная фабрика.

В новом доме Михаил Михайлович Бестужев начал устраивать широкие приёмы, но скоро сильно поиздержался, и имение пришлось заложить. Чтобы поправить дела Михаил Михайлович решил завести скаковую конюшню. Один из его знакомых, И. С. Ильин, вспоминал впоследствии:
«В лошадях он понимал мало, но с чрезвычайно деловым видом в Сызрани и Симбирске покупал производителей, кобыл, нанимал жокеев, наконец, начал отправлять в Петербург на скачки лошадей. Всё это стоило бешеных денег, но ни разу ни одна лошадь не взяла ни одного приза!»
В начале XX века суконную фабрику Бестужевых арендовали сызранские купцы Аникеевы. Тогда на фабрике было 600—800 рабочих.
В 1917 году суконная фабрика и винокуренный завод сгорели в большом пожаре.
Во время революции усадьбу Бестужевых реквизировали, а в барском доме обосновался сельсовет, позже — школа. В 2000 году школу перевели в построенное рядом новое школьное здание, а барский дом сейчас пустует и медленно разрушается.

## Описание
Здание усадьбы — памятник усадебной архитектуры, сочетающий в себе черты строгого классицизма XVIII—XIX вв. с мотивами неоклассицизма начала XX века. Лепнина потолка в некоторых помещениях выполнена в стиле модерн.
Тимпан фронтона был украшен горельефом с фамильным гербом Бестужевых, с изображением лебедя, льва и страуса. Посреди композиции — щит, увенчанный дворянским шлемом с короной. На щите были изображены восемь крестов и пятилепестковый цветок. В Советское время герб переделали — вместо сбитых крестов и цветка, на щите появилась большая пятиконечная звезда. Около 20 лет назад звезду со щита убрали.

## Современное состояние
- Распоряжением Главы администрации Ульяновской области № 959-р от 29.07.1999 г. «Дом жилой загородной усадьбы дворян Бестужевых»; «Здание главного корпуса Тепловского винокуренного завода дворян Бестужевых»; «Здание пароводяной мельницы»; «Церковь Марии Магдалины» включены в список выявленных объектов культурного наследия (памятников истории и культуры) Ульяновской области[1][2][3][6].